# Acidiumionen
|  | Dieser Artikel wurde auf der Qualitätssicherungsseite der Redaktion Chemie eingetragen. Dies geschieht, um die Qualität der Artikel aus dem Themengebiet Chemie formal und inhaltlich auf ein in der Wikipedia gewünschtes Niveau zu bringen. Wir sind dankbar für deine Mithilfe, bitte beteilige dich an der Diskussion (neuer Eintrag) oder überarbeite den Artikel entsprechend. |

Acidiumionen sind Kationen der allgemeinen Formel R–C(OH)2+. Sie stellen damit formal eine Verletzung der Erlenmeyer-Regel dar. Da aber eine Mesomeriestabilisierung vorliegt (die positive Ladung kann in den Grenzformeln zwischen den Sauerstoffatomen oder dem Carboxylkohlenstoff wandern), liegen keine zwei Hydroxyfunktionen vor. Da Acidiumionen protonierte Carbonsäuren sind, also Substanzen, die selbst im wässrigen Milieu deprotonieren, können sie nur im wasserfreien Medium existieren. Acidiumionen können entstehen, wenn man starke Mineralsäuren (z. B. Perchlorsäure) oder Sulfonsäuren in wasserfreien Carbonsäuren (z. B. Eisessig) löst. In diesem Beispiel würden dann Acetacidium-Ionen entstehen:
{\displaystyle \mathrm {HClO_{4}\ +\ CH_{3}COOH\ \longrightarrow ClO_{4}^{\,-}\ +\ CH_{3}C(OH)_{2}^{+}} }